# Christmas Spirit (Richard Marx)
Christmas Spirit è un album in studio natalizio del cantautore statunitense Richard Marx, pubblicato nel 2012.

## Tracce
1. The Christmas Song
2. Christmas Spirit
3. I Heard the Bells on Christmas Day
4. Let There Be Peace on Earth (con Kenny Loggins)
5. O Come All Ye Faithful
6. Little Drummer Boy
7. O Holy Night
8. What Child Is This
9. Silent Night (con Sara Watkins)
10. Christmas Mornings
11. Santa Claus Is Coming to Town (con Sara Niemietz)
12. White Christmas
13. Alleluia